# Vassimont-et-Chapelaine
Vassimont-et-Chapelaine est une commune française située dans le département de la Marne, en région Grand Est.

## Géographie

### Localisation
Le village est situé à 34 km au sud-ouest de Châlons-en-Champagne.
| Lenharrée            | Soudron                 | Bussy-Lettrée |
|                      | Vassimont-et-Chapelaine |               |
| Connantray-Vaurefroy | Montépreux              | Haussimont    |

### Lieux-dits et écarts
- Chapelaine absorbée en 1810[1].

### Hydrographie
La commune est dans la région hydrographique « la Seine de sa source au confluent de l'Oise (exclu) » au sein du bassin Seine-Normandie. Elle est drainée par la Somme-Soude, la Superbe et le Fossé 06 de l'Étang,.
La Somme-Soude, d'une longueur de 60 km, prend sa source dans la commune de Sommesous et se jette  dans la Marne à Aigny, après avoir traversé 18 communes.
La Superbe, d'une longueur de 40 km, prend sa source dans la commune  et se jette  dans l'Aube à Boulages, après avoir traversé douze communes.

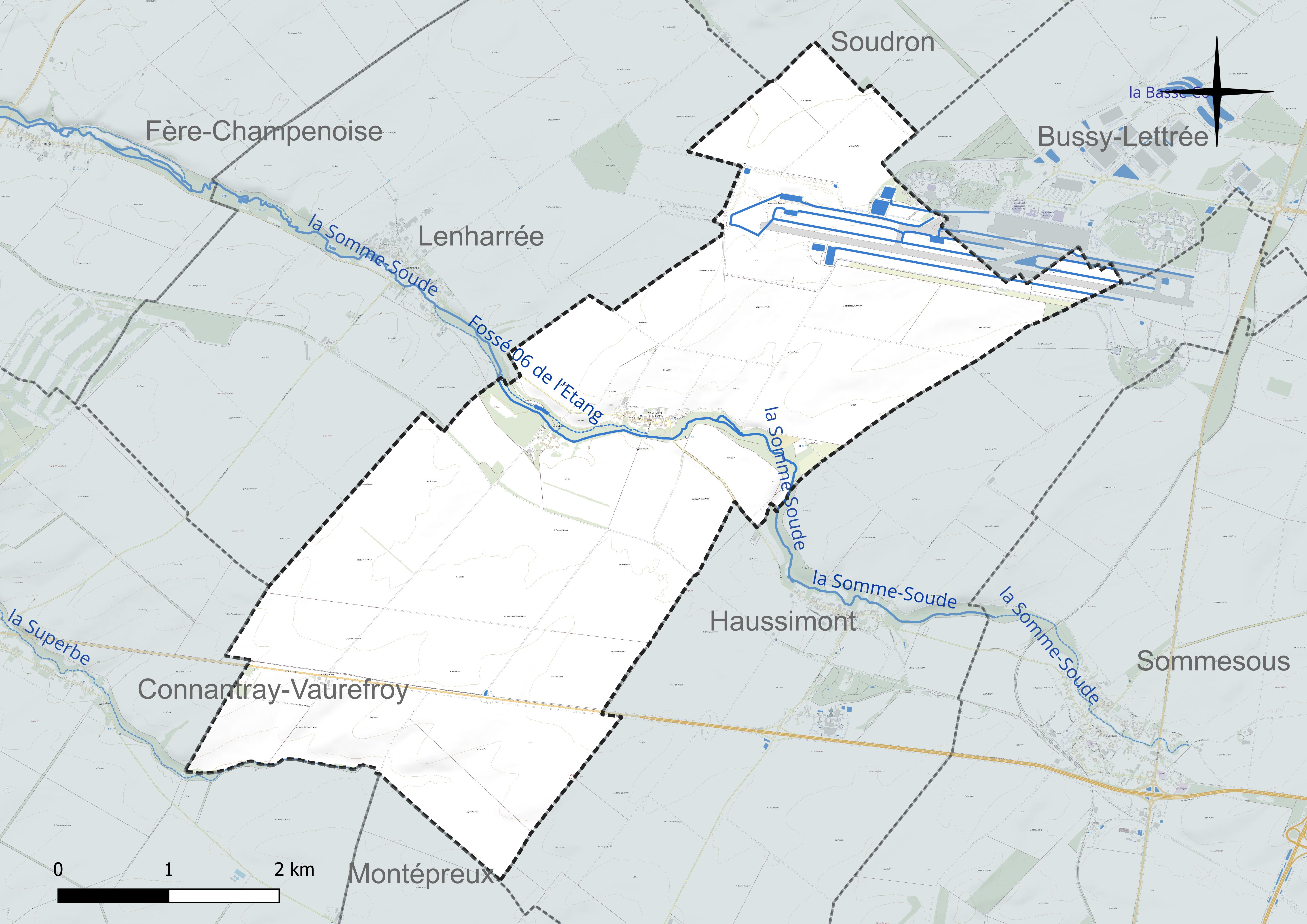
Réseau hydrographique de Vassimont-et-Chapelaine.

### Climat
Pour des articles plus généraux, voir Climat du Grand Est et Climat de la Marne.
En 2010, le climat de la commune est de type climat océanique dégradé des plaines du Centre et du Nord, selon une étude du Centre national de la recherche scientifique s'appuyant sur une série de données couvrant la période 1971-2000. En 2020, Météo-France publie une typologie des climats de la France métropolitaine dans laquelle la commune est exposée à un climat océanique altéré et est dans la région climatique Nord-est du bassin Parisien, caractérisée par un ensoleillement médiocre, une pluviométrie moyenne régulièrement répartie au cours de l’année et un hiver froid (3 °C).
Pour la période 1971-2000, la température annuelle moyenne est de 10,4 °C, avec une amplitude thermique annuelle de 16 °C. Le cumul annuel moyen de précipitations est de 735 mm, avec 12,1 jours de précipitations en janvier et 8,2 jours en juillet. Pour la période 1991-2020, la température moyenne annuelle observée sur la station météorologique de Météo-France la plus proche, « Sommesous », sur la commune de Sommesous à 5 km à vol d'oiseau, est de 10,8 °C et le cumul annuel moyen de précipitations est de 816,9 mm. 
La température maximale relevée sur cette station est de 42,2 °C, atteinte le 25 juillet 2019 ; la température minimale est de −26,5 °C, atteinte le 14 février 1956,,.
Les paramètres climatiques de la commune ont été estimés pour le milieu du siècle (2041-2070) selon différents scénarios d'émission de gaz à effet de serre à partir des nouvelles projections climatiques de référence DRIAS-2020. Ils sont consultables sur un site dédié publié par Météo-France en novembre 2022.

## Urbanisme

### Typologie
Au 1er janvier 2024, Vassimont-et-Chapelaine est catégorisée commune rurale à habitat très dispersé, selon la nouvelle grille communale de densité à sept niveaux définie par l'Insee en 2022.
Elle est située hors unité urbaine et hors attraction des villes,.

### Occupation des sols
L'occupation des sols de la commune, telle qu'elle ressort de la base de données européenne d’occupation biophysique des sols Corine Land Cover (CLC), est marquée par l'importance des territoires agricoles (87,2 % en 2018), en diminution par rapport à 1990 (92 %). La répartition détaillée en 2018 est la suivante : 
terres arables (87,2 %), zones industrielles ou commerciales et réseaux de communication (9,5 %), forêts (3,3 %). L'évolution de l’occupation des sols de la commune et de ses infrastructures peut être observée sur les différentes représentations cartographiques du territoire : la carte de Cassini (XVIIIe siècle), la carte d'état-major (1820-1866) et les cartes ou photos aériennes de l'IGN pour la période actuelle (1950 à aujourd'hui).

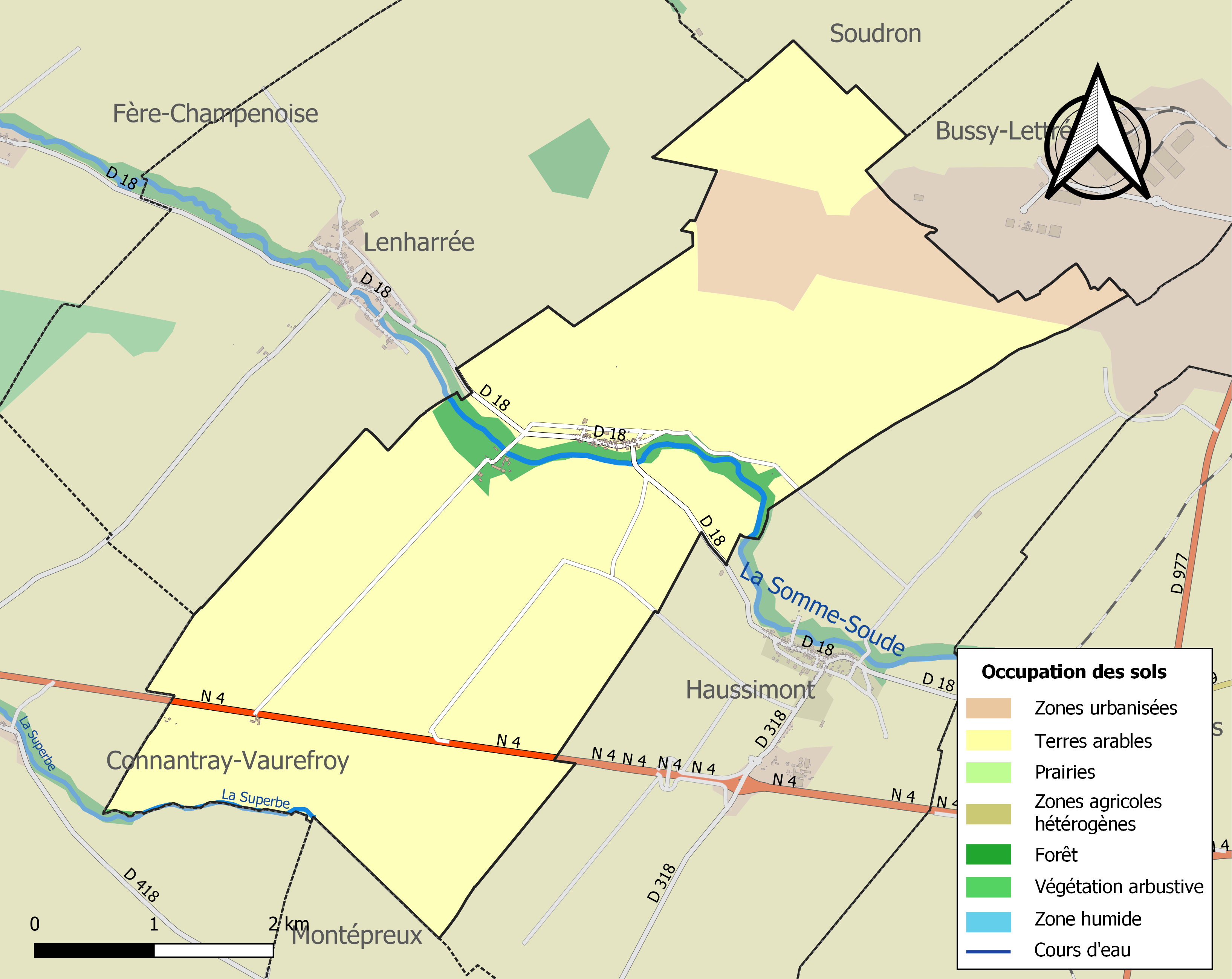
Carte des infrastructures et de l'occupation des sols de la commune en 2018 (CLC).

## Toponymie
Vassimont est attesté sous les formes Wassimont (vers 1240) ; Wassignemont (1366) ; Wasinemont (1508) ; Vassinemont (1605) ; Bassemont (1633).
Chapelaine, ancien hameau de la commune, est attesté sous les formes Caplenæ (1124-1130) ; Chaplaignes (vers 1172) ; Chaplenæ (1175) ; Chapleniæ (1226) ; Chapleines (vers 1230) ; Chaplainnes, Chappeleine (1231) ; Chapleinnes (1242) ; Chapeleines (vers 1300) ; Chappelaines, Chapplennes, Chappelennes (1336) ; Chappellaines (1367) ; Chapplaines (1375) ; Chappelainnes (1508) ; Chappellannes (1542) ; Chappellaine (1605) ; Chapelaines (1633) ; Chaplaines (1673).

Du bas latin cappella « petite église » et du suffixe diminutif -ina : « toute petite église ».

## Histoire
- Importantes destructions en septembre 1914 durant la première bataille de la Marne.

## Politique et administration
Par décret du 29 mars 2017, la commune est détachée le 31 mars 2017 de l'arrondissement d'Épernay pour intégrer l'arrondissement de Châlons-en-Champagne.

### Intercommunalité
Conformément au schéma départemental de coopération intercommunale de la Marne du 15 décembre 2011, la commune antérieurement membre de la communauté de communes de l'Europort, est désormais membre de la nouvelle communauté d'agglomération Cités-en-Champagne.
Celle-ci résulte en effet de la fusion,  au 1er janvier 2014, de l'ancienne communauté d'agglomération de Châlons-en-Champagne, de la communauté de communes de l'Europort, de la Communauté de communes de Jâlons (sauf la commune de Pocancy qui a rejoint la Communauté de communes de la Région de Vertus) et de la Communauté de communes de la Région de Condé-sur-Marne,.

### Liste des maires
| Période | Période                      | Identité        | Étiquette | Qualité |
| ------- | ---------------------------- | --------------- | --------- | ------- |
| 1945    | 1953                         | Louis Brodiez   |           |         |
| 1953    | 1999                         | Robert Lemoine  |           |         |
| 1999    | 2008                         | Michel Chevry   | UMP       |         |
| 2008    | 2014                         | Bernard Lemoine |           |         |
| 2014    | En cours (au 4 juillet 2014) | Emmanuel Aubert |           |         |

## Population et société

### Démographie
L'évolution du nombre d'habitants est connue à travers les recensements de la population effectués dans la commune depuis 1793. Pour les communes de moins de 10 000 habitants, une enquête de recensement portant sur toute la population est réalisée tous les cinq ans, les populations de référence des années intermédiaires étant quant à elles estimées par interpolation ou extrapolation. Pour la commune, le premier recensement exhaustif entrant dans le cadre du nouveau dispositif a été réalisé en 2006.

En 2022, la commune comptait 62 habitants, en évolution de +3,33 % par rapport à 2016 (Marne : −1,19 %, France hors Mayotte : +2,11 %).
| 1793 | 1800 | 1806 | 1821 | 1831 | 1836 | 1841 | 1846 | 1851 |
| ---- | ---- | ---- | ---- | ---- | ---- | ---- | ---- | ---- |
| 180  | 151  | 153  | 154  | 173  | 154  | 162  | 174  | 177  |

| 1856 | 1861 | 1866 | 1872 | 1876 | 1881 | 1886 | 1891 | 1896 |
| ---- | ---- | ---- | ---- | ---- | ---- | ---- | ---- | ---- |
| 170  | 161  | 154  | 151  | 156  | 173  | 177  | 162  | 150  |

| 1901 | 1906 | 1911 | 1921 | 1926 | 1931 | 1936 | 1946 | 1954 |
| ---- | ---- | ---- | ---- | ---- | ---- | ---- | ---- | ---- |
| 138  | 145  | 141  | 137  | 143  | 139  | 149  | 141  | 142  |

| 1962 | 1968 | 1975 | 1982 | 1990 | 1999 | 2006 | 2011 | 2016 |
| ---- | ---- | ---- | ---- | ---- | ---- | ---- | ---- | ---- |
| 145  | 115  | 106  | 101  | 79   | 71   | 71   | 59   | 60   |

| 2021 | 2022 | - | - | - | - | - | - | - |
| ---- | ---- | - | - | - | - | - | - | - |
| 63   | 62   | - | - | - | - | - | - | - |

### Manifestations culturelles et festivités
- Au concours des villes et villages fleuris, le village est labellisé deux fleurs depuis 2007.

## Économie
- Exploitations agricoles.
- L'aéroport de Châlons-Vatry occupe une partie du territoire de la commune.

## Culture locale et patrimoine

### Lieux et monuments
- Château de Chapelaine, construit par Nicolas Largentier, XVIIè siècle, détruit.

### Personnalités liées à la commune
- La famille Largentier de Troyes fut propriétaire du château de Chapelaine au XVIe siècle.

### Héraldique
| Blason de Vassimont-et-Chapelaine | Blason  | D'azur à la bande d'argent côtoyée à senestre d'une double cotice potencée contre-potencée d'or, accompagnée en chef d'une jumelle ondée et alésée d'argent et en pointe de trois chandeliers d'or, 2 et 1. |
| Blason de Vassimont-et-Chapelaine | Détails | La jumelle ondée évoque la Somme qui traverse la commune; la bande, la double cotice et le champ d'azur évoquent les armes du comte de Champagne qui possédait un château fort à Chapelaine et les chandeliers sur fond bleu rappellent, quant à eux, les armes de la famille Largentier. Nicolas Costantini adoptée par la municipalité en février 2019. |